# Ernst Hildebrand (Geistlicher)
Ernst Gustav Hildebrand (* 16. Juli 1888 in Schöneberg bei Berlin; † 3. Oktober 1962 in Hamburg-Blankenese) war ein deutscher evangelisch-lutherischer Pastor, der zuletzt als Propst in Altona und Konsistorialrat im Nebenamt in Kiel wirkte. Als Mitglied der Bekennenden Kirche war er 1934 schleswig-holsteinisches Mitglied der Barmer Bekenntnissynode.

## Leben und Wirken
Hildebrand wurde am 9. April 1916 in Schladming in der Steiermark zum Pastor der Evangelischen Kirche A.B. in Österreich ordiniert. Ab dem 11. April 1916 war er Pastor in Gnesau in Kärnten. Er wechselte in die Evangelisch-Lutherische Landeskirche Schleswig-Holsteins und war seit 3. Juli 1927 Pastor in Hollingstedt. Ab dem 25. Januar 1931 war er Pastor in Altona, zunächst auf der Pfarrstelle Kreuzkirche V, dann auf der Pfarrstelle Osterkirche II. Er wurde zum 1. April 1946 zum Propst in Altona berufen. Vom 1. November 1946 bis 1. Oktober 1954 arbeitete er nebenamtlich als (Ober-)Konsistorialrat in Kiel. Er wurde zum 1. Oktober 1954 in den Ruhestand versetzt und verstarb am 3. Oktober 1962 in Hamburg-Blankenese.

## Engagement in der Bekennenden Kirche

### Altonaer Bekenntnis
Hildebrand gehörte zu den 21 Altonaer Pastoren, die am 14. Dezember 1932 das Altonaer Bekenntnis unterzeichneten und es am 11. Januar 1933 in einem Abendgottesdienst in der überfüllten Altonaer Hauptkirche St. Trinitatis verlasen.

### Barmer Bekenntnissynode
Vertreter der schleswig-holsteinischen Landeskirche bei der Reichsbekenntnissynode, die Ende Mai 1934 in Barmen tagte, waren Hildebrand und der Architekt Rudolf Jäger.

### Not- und Arbeitsgemeinschaft schleswig-holsteinischer Pastoren
Als die eigentliche Geburtsstunde der schleswig-holsteinischen Bekenntnisgemeinschaft wird der 3. Juni 1934 angesehen. Als Antwort auf die „Eingliederung“, die Unterstellung der Landeskirche unter das Kirchenregiment von Ludwig Müller und August Jäger und die Ernennung einer neuen Synode fand an diesem Tag in der Kieler St.-Nikolai-Kirche ein Bekenntnisgottesdienst statt.
Die Männer der ersten Stunde in der Führung der Not- und Arbeitsgemeinschaft waren Johann Bielfeldt, Kurt Dietrich Schmidt und Volkmar Herntrich gewesen. Jetzt trat zu ihnen Reinhard Wester. Im November umfasste der Bruderrat 14 Mitglieder (Bielfeldt, Hildebrand, Johannes Lorentzen, Ernst Mohr, Karl Niemöller, Hanerau, Martin Pörksen, Wolfgang Prehn, Karl Nielsen, Adolf Thomsen, Bernhard Thomsen-Plön, Johannes Tonnesen, Hans Treplin, Prof. Schmidt, Wester).

### Eingeladen in die Landeskirchliche Front
Am 10. November 1934 wurde auf einer Versammlung in Neumünster zur Bildung einer „Landeskirchlichen Front“ aufgerufen. Führer sollte der Landesbischof Paulsen sein, sein Beauftragter Propst  Hasselmann-Flensburg. Hasselmann war einst Vorkämpfer für das Altonaer Bekenntnis und der geschätzte Schriftleiter der „Niederdeutschen Kirchenzeitung“ gewesen. Nun warb er bei allen Pastoren um Zustimmung zur „Landeskirchlichen Front“ – und erhielt von seinen alten Freunden herbe Antworten: „Binnen kurzem stehen Sie nun in der dritten Front“, schrieb Wolfgang Prehn. „Dass der Altonaer Arbeitskreis Ihnen ein bestimmtes ‚Nein’ gibt, wird Sie nicht überraschen“, antworteten am 17. November 1934 Tonnesen, Christiansen, Thomsen, Hildebrand, Thedens, Roos und Ketels.

### Mitarbeit im Landeskirchenausschuss
Der Herbst 1935 brachte den staatlichen Versuch zur Einigung in der Kirchenfrage mittels der Ausschüsse. Auch für Schleswig-Holstein wurde ein Landeskirchenausschuss vorgesehen. Für die Bekennende Kirche erhob sich die Frage, ob sie einem staatlich gesetzten Kirchenregiment ihre Zustimmung geben dürfe. Trotz seiner zwiespältigen Haltung zum Ausschuss versuchte der Landesbruderrat im Dezember 1935 nun doch, Namen solcher Personen zu nennen, die für einen Landeskirchenausschuss geeignet erschienen. Auf einem Blatt Papier mit dem Datum des 4. Dezember 1935 wurden angeführt: Von der BK: 1. Pastor Adolphsen, 2. Claus Fölster, Bauer in Willenscharen, 3. Pastor Hildebrand, 4. Propst Langlo, 5. Pastor Dr. Mohr, 6. Pastor Christian Thomsen. Nicht-BK: 1. Pastor Höber, 2. Pastor Hans Martensen, 3. Pastor Matthießen-Sahms, 4. Konsistorialrat Propst Siemonsen, Schleswig, 5. Pastor Tange, Schleswig. Handschriftlich mit Blei hat Reinhard Wester weitere Namen hinzugefügt: links: Halfmann, Tramsen, ego, Schmidt; in der Mitte: D. Völkel, Adolphsen, Nielsen, Hildebrand, Schetelig; rechts: Kasch, Jessen, Siemonsen, Rotermund.

### Hildebrands Brief an Ernst Mohr
Ehe die Schleswig-Holsteiner Anfang Februar 1936 nach Berlin reisten, um dort im Kirchenministerium zu verhandeln, hatte am 28. Januar 1936 in Kiel eine weitere Besprechung stattgefunden. Oberlandeskirchenrat Christhard Mahrenholz vom Reichskirchenausschuss und Ministerialrat Julius Stahn waren von Berlin gekommen; Bielfeldt, Hildebrand und Dr. Mohr vertraten die Bekenntnisgemeinschaft. Von dieser Besprechung wurde in der Sitzung des Bruderrates berichtet und Stellung genommen. Obwohl das aus dem Protokoll nicht zu erkennen ist, war der Landesbruderrat bereit, weiter an der Bildung des Ausschusses mitzuwirken. 
Zwischen die Besprechung in Kiel und die folgenden Verhandlungen in Berlin fällt der Brief vom 31. Januar 1936 von Hildebrand an Dr. Mohr. Darin macht er den Vorwurf, „daß Sie an den entscheidenden Punkten hinter die vom Bruderrat gesteckte Linie zurückgewichen sind.“ Die Forderung der doppelten geistlichen Leitung hätte er kampflos preisgegeben. Seine Stellungnahme hätte an den entscheidenden Punkten weder den Weisungen des Landesbruderrates noch ihrer persönlichen Verabredung entsprochen.

### Treffen mit dem Kirchenminister Kerrl
Durch Schnellbrief vom 31. Januar hatte der Reichsminister für die Kirchlichen Angelegenheiten Hanns Kerrl für Dienstag, den 4. Februar 1936, 10.00 Uhr, in sein Ministerium zur Bildung eines Landeskirchenausschusses geladen. Erschienen waren Horstmann, Propst Peters, Spanuth, Propst Dührkop, Landesbischof Paulsen, Senatspräsident Matthiessen, Martensen, Propst Siemonsen, Lorentzen, Hildebrand, Dr. Mohr, Chr. Thomsen; vom Ministerium Kerrl und Dr. Stahn und vom Reichskirchenausschuss Dr. Mahrenholz.
Im Bericht der Altonaer Pastoren Hildebrand und Thomsen heißt es: Reichsminister „Kerrl fing sehr freundlich an. Hätten es unternommen, vom Staat her das Chaos zu überwinden und auch auf Bitten von verschiedenen kirchlichen Seiten her, auch aus kirchlichem Interesse heraus.“ Er hätte sich acht Männer herausgesucht, von denen er glaube, dass sie die Arbeit tun könnten. „Es wäre klar, daß vom RKA aus Unterausschüsse in den Provinzen und Ländern gebildet werden müssten ..., solange diese Länder und Kirchen ihre Selbständigkeit noch haben ... Betonte dann, daß er nicht die Absicht habe, in Glaubensdinge hereinzureden ... Grundlage sei § 1 der Verfassung der DEK. Von dieser Grundlage gingen sie in ihrer Arbeit aus. Interesse des Staates sei Frieden. Es sei keine Reformation geplant, aber es ginge darum, daß ein Schlussstrich gemacht würde unter eine bisherige Entwicklung.“
Hildebrand machte wieder auf den springenden Punkt der geistlichen Leitung aufmerksam. Diejenige Stelle, die bisher die geistliche Führung hätte haben sollen, komme für die Bekenntnisgemeinschaft nicht in Frage.

### Bedenkzeit
Mit einem Brief vom 8. Februar 1936 an den Bruderratsvorsitzenden schaltete sich Bischof D. Marahrens ein. Er wollte bei den schwierigen Schleswig-Holsteinern etwas nachhelfen, leichter ein Ja zum Ausschuss zu finden. Er betonte, dass für Schleswig-Holstein doch dieses erreicht sei, dass Frh. v. Heintze nicht in den Ausschuss käme, sondern in Pension gehe. Auch Dr. Kinder käme nicht in den Ausschuss. Wenn er die Präsidialgeschäfte im Landeskirchenamt übernähme, dann solle neben ihm mit völlig gleichen Rechten ein Mitglied der Bekenntnisgemeinschaft als geistlicher Vizepräsident stehen. Auch sei erreicht, dass Paulsen nicht Vorsitzender im Ausschuss würde. Die BK könne für die Vornahme von Visitation und Ordination benennen, wen sie wolle. Der Ausschuss würde dann den Betreffenden beauftragen. Er sei der Meinung, dass man in der Frage der Mitarbeit das Äußerste wagen müsse. „Ohne ein wagendes Vertrauen kommen wir nicht weiter.“
Gerade das aber war die Frage, ob der Boden für dieses „wagende Vertrauen“ tragfähig genug war. Nirgends ist festzustellen, dass die Bekenntnisgemeinschaft sich um diese in Aussicht gestellte Position des „geistlichen Vizepräsidenten“ bemüht hätte. Nur in der Forderung von Propst Peters, die Bekenntnisgemeinschaft solle zugunsten der Lutherischen Kameradschaft auf den geistlichen Vizepräsidenten verzichten, klingt etwas davon an. Mit einem Mann ihres Vertrauens in einer solchen Stellung wäre das Anliegen der BK jedenfalls leichter durchzusetzen gewesen als mit dem dann später ernannten „kommissarischen Oberkonsistorialrat“.
Im kirchenpolitischen Denken und Manövrieren waren die Leute von der Bekenntnisgemeinschaft ihren Gegnern weit unterlegen. Wer auf der Welle der „Deutschen Christen“ in sein Amt gekommen war, blieb darin, auch wenn er den DC längst abgeschworen hatte. Es soll um diese Zeit noch 19 Pastoren gegeben haben, die zu den „Deutschen Christen“ standen.

### Spannungen im Landesbruderrat
Um den Bericht von der 4. Bekenntnissynode in Bad Oeynhausen (17.–22. Februar 1936) entgegenzunehmen und um sich über die Beteiligung an einem Landeskirchenausschuss schlüssig zu werden, trat der Landesbruderrat am 25. Februar 1936 in Rendsburg zusammen. Außer seinen sieben Mitgliedern waren zugegen Pastor Hildebrand als Synodaler der Reichsbekenntnissynode, Pastor Tramsen als Präses der schleswig-holsteinischen Bekenntnissynode, Pastor Rönnau, dem damals die Verbindung zu den Vikaren oblag, und Pastor Adolphsen als für den Landeskirchenausschuss ausersehenes Mitglied.
Der Bruderrat hatte große Hoffnungen auf diese Synode gesetzt, neue Erkenntnisse und für den eigenen Weg Klärung und Wegweisung erhofft. Oeynhausen hatte aber die innere Not nur noch größer werden lassen. Im lutherischen Lager wollte man sich an die Heilige Schrift und die Bekenntnisse der Kirche halten, wobei man den Fragen der Ordnung und des Kirchenregiments weitherziger gegenüberstand als die Bruderräte in der Altpreußischen Union. Die anderen, Reformierte, Unierte, Anhänger Karl Barths, legten den Ton mehr auf das aktuelle Bekennen. Sie waren dabei, aus dem Barmer Bekenntnis von 1934 so etwas wie ein Gesamtkirche bildendes „Überbekenntnis“ zu machen. Diese Unklarheit bis zur Namensgebung hin hat seit 1949 auch die „Evangelische Kirche in Deutschland“ belastet.
Allen bitteren Unterschieden zum Trotz war gerade die Oeynhausener Synode ein Zeugnis weitreichender und bleibender Gemeinsamkeit. Schließlich hörte man doch aufeinander und wollte voneinander nicht lassen. Bekenntnisgemeinschaft manifestierte sich in der geistlichen Dimension – im gemeinsamen Hören, Singen, Beten, in Buße und Opfer. Nur Klarheit und wegweisende Hilfe für die Bekenntnisgemeinschaft Schleswig-Holsteins und ihren Bruderrat, der sich in der Ausschussfrage jetzt entscheiden musste, gab es hier nicht.
Hildebrand berichtete aus Kurhessen, dass es einen Ausschuss erhalten habe, der gänzlich „Bekennende Kirche“ sei, wo also nur das eine fehle, dass er nicht von der Kirche und ihren Organen gesetzt und in Pflicht genommen sei. Weil er aber vom Staat eingesetzt wurde, habe der Bruderrat dort den Ausschuss nicht als geistliche Leitung anerkannt. Ähnlich – nicht ganz so günstig – sei es in Sachsen gelaufen. Die Synode habe beschlossen, dass die in die Ausschüsse gegangenen Brüder mit allem Nachdruck darauf dringen sollten, dass die Ausschüsse nicht den Anspruch erheben, Leitung und Vertretung der Kirche zu sein.
Hildebrand berichtete von der 4. Bekenntnissynode: „Fast überall dort, wo man über die Ausschüsse Erfahrungen gesammelt hatte, wurden die allerstärksten Warnungen ausgesprochen. Darum, weil nicht nur in kirchlichen Dingen, sondern in allen Dingen in unserem Vaterland eine derartige Vernebelung herrscht, daß keiner weiß, woran er ist ... Und daß der Staat nicht klar dazu Stellung nimmt, was er mit dem Ausschuß will. Ich erinnere an das Wort des Ministers: ‚Ich will in den nächsten zwei Jahren über Irrlehre nichts mehr hören.‘ Die Bekennende Kirche soll zerbrochen werden. Das haben alle empfunden, die mit den Ausschüssen Erfahrungen gemacht haben. Auch nicht, was aus unserer schleswig-holsteinischen Kirche wird, wird in Schleswig-Holstein entschieden. Wir können uns noch so sehr von praktischen Erwägungen leiten lassen. Da geschehen ganz andere Dinge im deutschen Vaterland zwischen Staat und Kirche, von denen wir nichts wissen.“
Der Chronist Paul M. Dahl hat die Niederschrift dieser bedeutsamen Sitzung vom 25. Februar 1936 in Rendsburg zwar nur auszugsweise wiedergegeben, aber doch recht ausführlich die Männer des Landesbruderrates selbst zu Wort kommen lassen. Seinem Bericht ist zu entnehmen, wie sich die 4. Bekenntnissynode von Oeynhausen in den Berichten der Synodalen Hildebrand und Wester spiegelte. Wester und Hildebrand hatten eine größere Nähe zu Berlin und den altpreußischen Bruderräten. Treplin und Pörksen standen ihnen persönlich, geistlich und theologisch nahe. Wilhelm Halfmann mühte sich darum, auch der Gegenseite Gerechtigkeit widerfahren zu lassen. Er war jeder Übertreibung abhold. Er versuchte, sich Augenmaß und ein nüchternes Urteil zu bewahren. Er wie Johann Bielfeldt sahen im Ausschuss die erwünschte Möglichkeit der Rechtshilfe, um einige brennende Probleme einer Lösung zuzuführen. Sie dachten an die nächsten theologischen Prüfungen, an die Vikarsausbildung, an die Pfarrstellenbesetzung. Sie dachten viel zu wenig kirchenpolitisch an Positionen.
Auffällig war dem Chronisten Dahl die große Ernüchterung dem nationalsozialistischen Staat gegenüber. Da war nichts von Begeisterung, nur von großer Sorge. Hier war die Tonart wesentlich anders als bei der Lutherischen Kameradschaft, von den Deutschen Christen ganz zu schweigen.
Dahl berichtet weiter über die Ernennung des Ausschusses am 27. Februar 1936, die Berufung Halfmanns zum „kommissarischen Oberkonsistorialrat“, das Scheitern der Ausschüsse und die Entlassung Halfmanns. In all diesen Vorgängen ist von einer Beteiligung Hildebrands nicht mehr die Rede.

### Ringen um die Gemeinden
Neben den zwanzig Breklumer Heften der Jahre 1935 bis 1941 erschien 1936 im Amt für Volksmission in Breklum der von Johannes Lorentzen herausgegebene Sammelband „Die Nordmark im Glaubenskampf“, ferner das von Martin Pörksen herausgegebene Andachtsbuch zum Matthäusevangelium „Vom Herrn der Herrlichkeit“. Weite Verbreitung in vielen Auflagen fand ab 1935 das von Martin Pörksen mit Kantor Hannemann-Altona herausgegebene Liederheft „Lobt Gott getrost mit Singen!“
Die Pastoren versuchten – jeder auf seine Weise und den Gegebenheiten seiner Gemeinde entsprechend –, ihre Gemeindeglieder für die große Auseinandersetzung zuzurüsten. In der Kreuzkirchengemeinde in Altona z. B. wurden gezielt anspruchsvollere „Randsiedler“ zu Teeabenden eingeladen. Jedes Mal war ein Referent zugegen. Aber dann geschah die Ausrichtung bewusst auf den Gottesdienst und das hl. Abendmahl hin. Das war eine Stärkung auch für einige der besonders angefochtenen Pädagogen, die sich noch zur Kirche zu halten getrauten.
Aus der Paulusgemeinde in Altona berichtete ein Rundbrief, der „Altonia-Pauli“ aus dem Jahre 1935:
„In vielem hat unsere Arbeit ein ganz anderes Gesicht bekommen. Aber eines haben wir in dieser für unsere Arbeit schweren Zeit dankbar erfahren: Es hat sich ein Stamm der Treuen und Treuesten herausgestellt als Kern unserer ganzen Arbeit.“
Ein Treffpunkt dieser Zeit war die zentral am Altonaer Bahnhof gelegene Osterkirche, wo Hildebrand und Thedens in vorbildlicher Eintracht wirkten.

## Beurteilung seiner Nachkriegstätigkeit als Propst in Altona

### Fehlanzeige bei der Aufarbeitung der Schuld
In seinem 2006 erschienenen Buch „Fehlanzeige“ wirft Stephan Linck dem Altonaer Propst Ernst Hildebrand Untätigkeit bei der Bewältigung der Vergangenheit in der Nachkriegszeit vor. Dem widerspricht Propst em. Hans Günther Richers, damals als Hilfsgeistlicher in der Propstei Altona Zeitzeuge der Aktivitäten Hildebrands:

„Wahrhaft skandalös und erschreckend ist die Entdeckung, dass im Kirchenbuchamt Altona an die sogenannte ‚Judenkartei‘ ein Zettel ‚Fehlanzeige‘ geheftet (S. 42) und die Anfrage der EKiD damit lügenhaft beantwortet wurde. Wer Propst Hildebrand kannte, weiß, dass er dazu niemals sein ‚Placet‘ gegeben hätte. Nun aber wird das Wort ‚Fehlanzeige‘ benutzt, über seine ganze Tätigkeit in Sachen ‚Aufarbeitung‘ den Schleier der Untätigkeit zu ziehen. Ich nenne dies infam und eine schwere Beleidigung posthum. Das ist natürlich vom Verfasser nicht absichtlich geschehen, aber für den Zeitzeugen-Leser kommt es dabei heraus. Das Wort Fehlanzeige ist ja auch zu provokativ-schön, ‚um wahr zu sein‘!“

Ulrich Hentschel formulierte im Nachwort: „Die Studie von Stefan Linck zeigt, dass es in den Gemeinden hier in Altona und in der Schleswig-Holsteinischen Landeskirche kein Bewusstsein für die Schuld des Massenmordes an den europäischen Juden und die Schuld des Krieges mit seinen unzähligen Todesopfern gab“ (Nachwort S. 102). Richers: „Das ist lapidar und klassisch pauschal in die Gegend gestemmt! Man kann das so schreiben – hat er ja –, aber man muss wissen, dass dies eine unglaubliche Halbwahrheit (milde ausgedrückt) ist.“

### Demonstratives Bibelzitat
Propst Hildebrand hat im zerstörten Altona an eine noch heile große Hauswand in unmittelbarer Nähe der unzerstörten Osterkirche in großen Lettern das biblische Wort malen lassen: „Gerechtigkeit erhöht ein Volk – aber die Sünde ist der Leute Verderben“. Richers: „Selbstverständlich dachte er dabei an das mörderische Kriegsgeschehen und an die große Sünde der Judenvernichtung. – Woran denn sonst? – Diese augenfällige Demonstration hat ihm mehr Feinde als Freunde eingebracht. Man hat sie nicht gefunden im Archiv. Ich habe die Schrift an der Wand mit eigenen Augen gesehen. Alte Gemeindeglieder der Osterkirche erinnern sich genau.“

### Umstrittene Aufarbeitung
Es wird in dem Buch mitgeteilt, dass es außer Propst Dührkop keine Entnazifizierung unter den Altonaer Pastoren gab – und Propst Schütt ging von selbst. Richers: „Hildebrand ging einen anderen Weg, einen sehr viel mühevolleren und schwierigeren. Er wählte für die Aufarbeitung das persönliche, seelsorgerliche und theologische Gespräch und eine sehr gründliche Arbeit im Pastorenkonvent und bei Visitationen. Ich habe das selber miterlebt. Ich war in den fünfziger Jahren Hilfsgeistlicher (P.z.A.) in seiner Propstei und habe täglich mit ihm zusammengearbeitet. Er verstand sich als Bruder unter Brüdern und wusste von den diabolischen Mächten und Verirrungen der NS-Ideologie. Das war Aufarbeitung im eigentlichen Sinn des Wortes. Wer hier lieber ‚Entfernung aus dem Amt‘ in den Akten gefunden hätte, kann sich – so vermute ich – in die damalige Situation nach dem Kriege nicht recht hineindenken.“
Warum dieses unheimliche, rätselhafte, jahrzehntelange Schweigen in unserer Kirche zu der unendlichen Schuld an den Juden als den Geschwistern Jesu? Richers: „Ich kann es mir nicht erklären. Mir fällt nur der Satz dazu ein: ‚Wir waren alle wie gelähmt.‘ Im kleinen Kreis, auch in den Pastorenkonventen, wurde nicht geschwiegen. Ich weiß, dass Hildebrand das Stuttgarter Schuldbekenntnis bejahte und kein Verständnis dafür hatte, dass ein Passus über die Schuld an den Juden fehlte. Ich weiß aus persönlichen Gesprächen mit ihm, dass er keineswegs antisemitisch gesonnen war.“
Die Studie von Dr. Linck wirft ihm „fehlende Ernsthaftigkeit“ im Umgang mit einer Aufforderung von Bischof Halfmann vor. Richers: „Gab es nicht Berge von Aufräumungsarbeiten in den Altonaer Gemeinden? Hildebrand hat sich mit ganzer Kraft für den Wiederaufbau von Kirchen und Gemeindehäusern eingesetzt, damit die Gemeinde sich wieder versammeln kann.“

### Durchbrechen des Schweigens
Das unheimliche Schweigen über den grauenhaften Mord an den Juden wurde erst beim Berliner Kirchentag 1961 durch Helmut Gollwitzer öffentlich wirksam durchbrochen. Damit wurden Wege nach vorne aufgezeigt: Gründung der AG Juden und Christen beim Deutschen Evangelischen Kirchentag. Dadurch entstand eine neue Dimension des Denkens und Forschens. Richers: „Hildebrand und die Pastoren der Bekennenden Kirche waren schon während der NS-Zeit für uns jungen Leute (Schülerbibelkreis in Altona an der Osterkirche) unsere großen Orientierungshilfen. Nach dem Kriege haben sie uns stark motiviert, die Kirche und das Gemeindeleben neu zu gestalten. Da wären viele Namen zu nennen, die jetzt ganz verschwiegen werden, z. B. unser Landesjugendpastor Otto von Stockhausen. Eine ganze Theologengeneration wurde durch diese BK-Crew geprägt. Ich habe das Glück, zu den ‚Noch-Lebenden‘ zu gehören und kann und darf deswegen nicht schweigen. Hildebrand stand im ständigen Kontakt zu den Pastoren der Bekennenden Kirche in Berlin (Dahlem und Schlachtensee). Nicht zuletzt deshalb wurde sein Pastorat mehrfach von der Gestapo nach Schriften der ‚BK‘ durchsucht, auch gerichtlich wurde er vorgeladen. Seine Verhaftung hing am seidenen Faden. Das war vor 1945. – Nun gibt es Leute, die ihn nach 1945 ‚behaften‘ wollen. Ich erlaube mir zu sagen: – Fehl-Anzeige.“

### Zuordnung des biblischen Schriftzuges
Am 5. Dezember 2016 war in einer epd-Meldung zu lesen:

„Bei Bauarbeiten an einem denkmalgeschützten Haus von 1881 in Hamburg-Ottensen ist ein altes Wandbild entdeckt worden. Der Schriftzug zeigt das Bibelzitat ‚Gerechtigkeit erhöht ein Volk, aber die Sünde ist der Leute Verderben‘ aus dem Buch der Sprüche Salomos (14,34). Die Worte wurden sichtbar, als die Dämmung an der freistehenden Stirnseite des Gebäudes entfernt wurde. Das Denkmalschutzamt Hamburg bestätigte dem epd, dass die Worte zwar erhalten werden, allerdings unter einer neuen Dämmung wieder verschwinden sollen. Vermutlich wurde das Wandbild vom damaligen Pastor der benachbarten Osterkirche, Ernst Hildebrand, initiiert. Der evangelische Theologe war ab 1931 Pastor in Altona, erst an der Kreuzkirche (Hohenzollernring), später an der Osterkirche in der Zeißstraße. Nach dem Krieg wurde er 1946 Propst von Altona und starb 1962 in Hamburg-Blankenese. Weil Hildebrand während der NS-Zeit der Bekennenden Kirche angehörte, wurden die mahnenden Worte mit der Nazi-Diktatur in Zusammenhang gebracht – oder gar als Protest gegen sie.“

Der Hamburger Kirchenhistoriker Stephan Linck meint, herausgefunden zu haben, dass die Inschrift eindeutig nach 1945 angebracht worden sein muss. Dabei ging es nicht um die Nazis, sondern um die Besatzungsmächte, in Hamburg konkret um die Engländer. Linck grub ein altes Protokoll der Altonaer Propstei-Synode vom 4. Juni 1947 aus. Thema von Propst Hildebrand war die Freilassung der Kriegsgefangenen: „Die Kirche weiß wohl darum, daß wir als besiegtes Volk nichts zu fordern haben. Wir können nur bitten“, sagte er damals. Zur Unterstreichung dieser Bitte, so ist Linck überzeugt, ließ er den „Ruf nach Gerechtigkeit“ weithin sichtbar an der Hauswand anbringen.
Das Denkmalschutzamt habe den Schriftzug dokumentiert, sagte der zuständige Referent für Altona, Alexander Krauß. Energetische Belange müssten eben auch bedacht werden, sagte er. So steht es im Denkmalschutzgesetz. „Es wäre nicht ratsam, eine Dämmung an der gesamten Seite des Hauses zu versagen“, so Krauß. Die Baufirma habe die Dämmung so angebracht, dass die Anker den Schriftzug nicht beschädigen. „So bleibt er ja erhalten“, sagte der Denkmalschützer.